# 杉木属
杉木属（学名：Cunninghamia）是柏科下的一个属，为常绿乔木植物。该属现存有杉木（C. lanceolata）一种，与其的变种台湾杉木（C. l. var. konishii），分布于越南和中国秦岭以南及台湾。

## 下属物种
本属包括以下物种：
- Cunninghamia chaneyi Hayata†
- 巒大杉 Cunninghamia konishii Hayata
- 杉木 Cunninghamia lanceolata (Lamb.) Hook.
  - 台湾杉木 C. l. var. konishii
- Cunninghamia protokonishii Tanai & Onoe, 1961
- Cunninghamia sinensis Rich. ex Mirb., 1825

归入本属的物种：
- Belis lanceolata Kuntze, 1891

## 延伸阅读
[在维基数据编辑]
 《欽定古今圖書集成·博物彙編·草木典·杉部》，出自陈梦雷《古今圖書集成》
 《植物名實圖考·杉》，出自吳其濬《植物名實圖考》